# Ixobrychus
Ixobrychus (woudaapjes) is een niet meer gebruikt geslacht van vogels uit de familie van de reigers (Ardeidae). Omdat dit geslacht niet monofyletisch was is het samengevoegd met het geslacht Botaurus en zijn alle tien soorten dus verhuisd naar Botaurus.

## Soorten
Dit geslacht bevatte de volgende tien soorten:
- Ixobrychus cinnamomeus – Rossige woudaap
- Ixobrychus dubius – Zwartrugwoudaap
- Ixobrychus eurhythmus – Mantsjoerijse woudaap
- Ixobrychus exilis – Amerikaanse woudaap
- Ixobrychus flavicollis –  Zwarte woudaap
- Ixobrychus involucris – Gestreepte woudaap
- Ixobrychus minutus – Woudaap
- Ixobrychus sinensis – Chinese woudaap
- Ixobrychus sturmii – Afrikaanse woudaap

### Uitgestorven
- † Ixobrychus novaezelandiae – Nieuw-Zeelandse woudaap